# Malé Zlievce
Malé Zlievce (in ungherese Alsózellő, in tedesco Klein-Zellowitz) è un comune della Slovacchia facente parte del distretto di Veľký Krtíš, nella regione di Banská Bystrica.